# Nojevci
Nójevci (znanstveno ime Struthioniformes) so red ptic iz nadreda staročeljustnic (Paleognathae), ena najstarodavnejših še živečih skupin ptic. Vanjo uvrščamo eno samo družino, noje (Struthionidae), z dvema znanima vrstama: nojem (Struthio camelus) in somalskim nojem (Struthio molybdophanes). Noj je bolj razširjena in številčnejša od obeh vrst, znana predvsem kot največji ptič na svetu.
Tradicionalno so v red nojevcev uvrščali skoraj vse staročeljustnice, vendar so molekularne študije razkrile, da je taka skupina parafiletska v odnosu do dolgonogih kur, prej obravnavanih kot samostojen red, zato tudi ostale skupine (kivije, kazuarje idr.) zdaj obravnavamo kot samostojne.